# 白川資方王
白川資方王（しらかわ すけかたおう、 - 応永5年（1398年））は、室町時代前期の日本の公卿。神祇伯在任中は資方王、伯の任にないときは白川資方と称す。白川伯王家の庶流・資宗流。
白川顕方王の子。神祇伯、信濃権守に任ぜられ、永徳3年（1383年）に従三位に叙される。明徳元年（1390年）致仕。